# Auguste Louis Philippe de Saint-Chamans
Auguste Louis Philippe de Saint-Chamans est un homme politique français né le 1er mai 1777 à Paris et décédé le 7 décembre 1860 à Chaltrait (Marne).
Issu d'une famille noble du Périgord, il est emprisonné comme suspect et libéré après le 9 thermidor. Il se tient à l'écart sous le Directoire et l'Empire. Il est maitre des requêtes au Conseil d’État en 1820 et conseiller d’État en 1827. Il est député de la Marne de 1824 à 1827, siégeant à droite et soutenant les gouvernements de la Restauration.
On lui doit plusieurs ouvrages économiques, un roman politique (Raoul de Valmire) et même quelques réflexions et critiques littéraires.

## Sources
- « Auguste Louis Philippe de Saint-Chamans », dans Adolphe Robert et Gaston Cougny, Dictionnaire des parlementaires français, Edgar Bourloton, 1889-1891 [détail de l’édition]